# Joan Staley
Pour les articles homonymes, voir Staley.
Joan Staley est une actrice américaine née le 20 mai 1940 à Minneapolis, Minnesota (États-Unis) et morte le 24 novembre 2019 à Valencia, un quartier de Santa Clarita en Californie.

## Filmographie
- 1960 : L'Inconnu de Las Vegas (Ocean's Eleven) : Helen
- 1960 : Piège à minuit (Midnight Lace) : Blonde Pedestrian
- 1961 : Dondi : Sally
- 1961 : Gun Fight : Nora Blaine
- 1961 : Les Incorruptibles (Série TV) Saison 3, épisode 10 : Hammerlock
- 1961 : Le Tombeur de ces dames (The Ladies Man)
- 1961 : Diamants sur canapé (Breakfast at Tiffany's) de Blake Edwards : Girl in low-cut dress
- 1961 : Valley of the Dragons : Deena
- 1962 : The Beachcomber (série TV) : Linda
- 1962 : Le Cap de la terreur (Cape Fear) : Waitress
- 1963 : Johnny Cool de William Asher : Suzy
- 1963 : La Fille à la casquette (A New Kind of Love) : Danish Stewardess
- 1964 : Salut, les cousins (Kissin' Cousins) de Gene Nelson : Jonesy
- 1964 : Broadside (série TV) : Machinist's Mate Roberta Love
- 1964 : L'Homme à tout faire (Roustabout) de John Rich : Marge
- 1966 : The Ghost and Mr. Chicken (en) d'Alan Rafkin : Alma Parker
- 1966 : Gunpoint : Uvalde
- 1968 : Mission Impossible Versus the Mob : Ginny